# Aroldo de Azevedo
Aroldo Edgard de Azevedo (Lorena, 3 de março de 1910 — São Paulo, 4 de outubro de 1974) foi um geógrafo e geomorfólogo brasileiro.

## Biografia
Filho de Arnolfo Rodrigues de Azevedo, que foi deputado federal por São Paulo e senador. Quando deputado, foi Presidente da Câmara dos Deputados por oito anos e foi quem fez construir o Palácio Tiradentes, no Rio de Janeiro, para sede da Câmara.
Advogado formado pela Faculdade de Direito da Universidade do Rio de Janeiro, que nunca exerceu a profissão, Aroldo de Azevedo licenciou-se em geografia e história pela Faculdade de Filosofia, Ciências e Letras da Universidade de São Paulo (USP), tendo sido também um dos primeiros professores de geografia daquela universidade.
Foi também o primeiro grande autor de livros didáticos de geografia do Brasil, com mais de trinta títulos publicados, e marcou o ensino desta disciplina para várias gerações de estudantes.
Na década de 1930 Aroldo de Azevedo, já escritor de livros didáticos, toma conhecimento da Associação dos Geógrafos Brasileiros e começa uma intensa relação com a entidade. Em 1939 se torna secretário geral e em 1940 presidente da Associação dos Geógrafos Brasileiros.
É autor do primeiro mapa e de uma das primeiras classificações do relevo brasileiro, ainda hoje usada em livros escolares, apesar de obsoleta no sentido de não catalogar os subsistemas, mas apenas os macro-sistemas (o erro inverso dos geógrafos actuais que só catalogam os subsistemas em detrimento dos macro-sistemas). Tal classificação, feita em 1949, baseia-se na altimetria e nela encontram-se definidas grandes unidades de planaltos (áreas com mais de 200 m de altitude) e planícies (até 200 m de altitude), a saber:
Planaltos
- Planalto das Guianas
- Planalto Brasileiro, subdividido em:

Planalto Atlântico
Planalto Central
Planalto Meridional
Planícies
- Planície Amazônica
- Planície do Pantanal
- Planície Costeira
- Planície Gaúcha

## Obras
- Subúrbios orientais de São Paulo (1945)
- Regiões e paisagens do Brasil (1952)
- Vilas e cidades do Brasil colonial (1956)
- Panorama da produção agropecuária brasileira (1960)
- Cochranes do Brasil (1965)
- O mundo antigo (1965)
- Brasil: a terra e o homem (1964; 2a. ed., 1968); vol. 1, As bases físicas, link; vol. 2, A vida humana, link

## Obras didáticas
- As Regiões Brasileiras (1964)
- O Mundo em que Vivemos
- Terra Brasileira
- Os Continentes
- Geografia Física
- Geografia Regional
- Geografia Humana do Brasil
- Leituras Geográficas
- Monografias Regionais
- O Brasil no mundo